# La Tène-periode

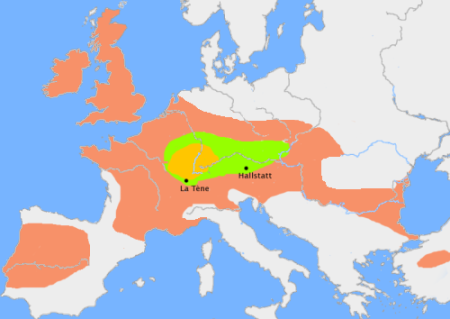
Het oranje gebied toont waar de La Tène-periode vermoedelijk begon.

De La Tène-periode of La Tène-cultuur is een periode in de Europese ijzertijd, genoemd naar de archeologische vindplaats van La Tène, aan de noordkant van het Meer van Neuchâtel in Zwitserland, waar in 1857 een rijke vondst werd gedaan. Sommige volken uit de La Tène-periode werden door klassieke auteurs uitdrukkelijk benoemd als Keltoi (Κελτοι).
De La Tène-periode, die wordt geassocieerd met de Kelten, liep tijdens de late ijzertijd (vanaf 450 v.Chr. tot de Romeinse periode in de 1e eeuw v.Chr.) en wordt gebruikt als periodisering in Oost-Frankrijk, Zwitserland, Oostenrijk, België, Zuidwest-Duitsland, Tsjechië en Hongarije. In de vijf eeuwen van haar bestaan maakte zij een belangrijke esthetische en stilistische ontwikkeling door.
De La Tène-cultuur ontwikkelde zich zonder culturele onderbreking uit de vroege ijzertijdse Hallstattcultuur, gelijk met invloeden van de Griekse nederzettingen in pre-Romeins Gallië en de daarop volgende Etruskische cultuur. In de 4e eeuw v.Chr. had een verschuiving naar de gevestigde centra plaats.
Artefacten uit de Hallstattcultuur en La Tène-periode zijn over een wijd gebied opgegraven, tot in Ierland, Groot-Brittannië en Noord-Spanje. Ontdekking van een rijke grafcultuur bracht tevens een wijd handelsnetwerk aan het licht. De uitvoer naar het Middellandse Zeegebied steunde vooral op de winning van zout, tin, koper, barnsteen, de vervaardiging van wol en leder, bont en gouden voorwerpen. De Keltische metaalsmeedkunst genoot algemene waardering.
In het noorden breidde zich simultaan de Germaanse Jastorfcultuur van noordelijk Duitsland uit.

## Tijdsindeling van de La Tène-periode

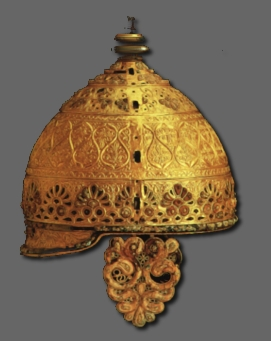
Helm uit de La Tène II-periode.
Agris, Frankrijk.

De La-Tène-tijd wordt in vier (of drie) hoofdperioden ingedeeld:
| Periode         | Dechelette  | Reinecke  | Datering                                                 |
| --------------- | ----------- | --------- | -------------------------------------------------------- |
| Vroeg-La-Tène A | La Tène I   | La Tène A | ca. 480 v.Chr. – ca. 380 v.Chr.                          |
| Vroeg-La-Tène B | La Tène I   | La Tène B | ca. 380 v.Chr. – 280 v.Chr.                              |
| Midden-La-Tène  | La Tène II  | La Tène C | 280 v.Chr. tot 190 v.Chr. (regionaal tot ca. 150 v.Chr.) |
| Laat-La-Tène    | La Tène III | La Tène D | 190 v.Chr. tot begin moderne jaartelling                 |

## De site van La Tène

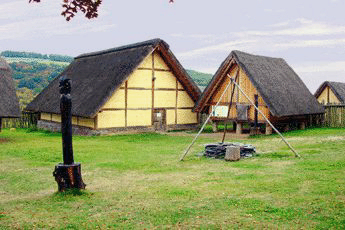
Huizenbouw in La Tène-periode, gereconstrueerd in Altenburg bij Bundenbach im Hunsrück (Duitsland)

La Tène is een dorp nabij het Meer van Neuchâtel in Zwitserland.
In 1857 bij de aanleg van het Thiellekanaal daalde het waterpeil van het meer met ongeveer 2 m. Kolonel Friedrich Schwab gaf aan de visser Hans Kopp de opdracht artefacten te verzamelen op de bodem van het meer. Ter hoogte van het dorp Marin-Epagnier ontdekte Kopp verscheidene rijen houten palen, tussen deze palen vond hij ongeveer veertig ijzeren zwaarden.
De Zwitserse archeoloog Ferdinand Keller publiceerde in 1858 over deze vondsten in zijn invloedrijke eerste verslag over de Zwitserse paalwoningen. In 1863 interpreteerde hij ze als overblijfselen van een Keltisch paaldorp. Eduard Desor, een geoloog uit Neuchâtel, begon kort daarop opgravingen aan de oever van het meer. Hij interpreteerde de site als een wapenzaal, opgericht op palen boven het meer en later vernietigd bij een vijandige aanval.
Door de eerste systematische daling van het waterpeil van de Zwitserse meren van 1868 tot 1883, kwam de site volledig droog te liggen. In 1880 legde Emile Vouga, een leraar uit Marin-Epagnier, de houten overblijfselen van twee bruggen (Pont Desor en Pont Vouga) die oorspronkelijk 100 m lang waren, en de overblijfselen van vijf huizen aan de kust bloot. In 1885 op vraag van het Musée d'Art et d'Histoire de Neuchâtel werden de opgravingen voorgezet, eerst door William Wavre en daarna door Paul Vouga.
In totaal werden er meer dan 2500 objecten opgegraven in La Tène. Vooral metalen wapens werden gevonden, waaronder 166 zwaarden (de meeste zonder sporen van slijtage), 270 lanspunten en 22 schildknoppen, tezamen met 385 fibula's (mantelspelden), werktuigen en wagenonderdelen. Bovendien werden talrijke menselijke en dierlijke resten gevonden.
Er zijn verscheidene interpretaties van de site. Sommige geleerden geloven dat de brug werd vernietigd door hoog water, terwijl andere de site beschouwen als een offerplaats voor succesvolle veldslagen (er zijn bijna geen vrouwelijke sierstukken).

## Verspreidingsgebied

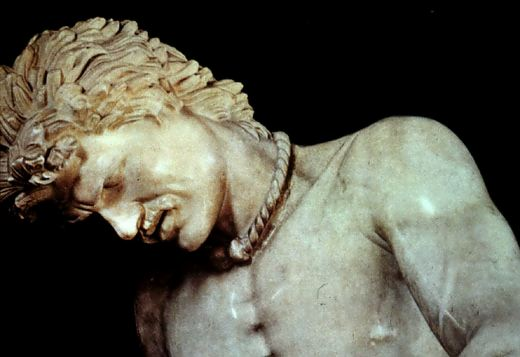
Stervende Galliër met torque, Pergamonaltaar.
Capitoolmuseum, Rome.

Hoewel er geen eenduidigheid bestaat over de precieze regio waarin de La Tène-cultuur zich voor het eerst ontwikkelde, is er een brede consensus dat het centrum ervan zich bevond in de noordwestelijke uithoeken van de Hallstattcultuur, ten noorden van de Alpen, in een gebied tussen in het westen de vallei van de Marne en de Moezel en het nabijgelegen Rijnland. In het oosten bevond de kern van de oude Hallstatt cultuur zich in het huidige Beieren, Oostenrijk en Zwitserland, met een stukje van het westelijke deel van de Elzas.
In 1994 werd een prototypisch ensemble van elite graven uit de vroege 5e eeuw v.Chr. opgegraven in Glauberg in Hessen, ten noordoosten van Frankfurt am Main, in een gebied dat voorheen als periferisch aan de La Tène-cultuur werd beschouwd.
Vanuit hun kerngebied verspreidden La Tène-groepen zich gedurende de 4e eeuw naar Spanje, de Povlakte, de Balkan, en zelfs tot in Klein-Azië, in verschillende grote migratiegolven. In de 4e eeuw bereikte een Gallisch leger, onder leiding van Brennus de stad Rome en nam die in. In de 3e eeuw drongen Gallische bendes Griekenland binnen en bedreigden er het orakel van Delphi, terwijl een andere groep zich in Galatië vestigde.
De materiële cultuur van de La Tène-periode is verspreid over een groot gebied, waaronder delen van Ierland en Brittannië (de meer-woningen in Glastonbury, zijn een zeer bekend voorbeeld uit de La Tène-periode), Noord-Spanje, Oostenrijk en Galicië.

## Kenmerken
In de loop van de vijfde eeuw v. Chr. veranderde de cultuur in het Hallstattgebied:
Veel grote nederzettingen werden verlaten. De doden kregen niet langer overdadige grafgiften mee. In de graven van mannen verschenen weer wapens (zwaarden, schilden). Wagens met vier wielen verdwenen en werden soms door wagens met twee wielen vervangen.
Er werden niet langer voorwerpen uit het zuiden meegegeven, omdat de handel met het Middellandse Zeegebied ophield en het in deze periode slecht ging met Marseille. De oorzaak is onbekend.
De Kelten begonnen in de La Tène-periode zich over heel Midden Europa tot zelfs in Azië (Galatië) te verspreiden. Ze vielen de klassieke wereld binnen en probeerden Delphi te veroveren.
De Kelten ontwikkelden op basis van de geometrische decoratie van de Hallstattcultuur en Griekse en Etruskische dier- en mensfiguren een eigen niet-realistische kunststijl. De Keltische figuren zijn eerder fabelwezens die, heel karakteristiek voor de La Tènestijl, vloeiend met elkaar en geometrische patronen overlopen.

## Beroemde La Tène-werken

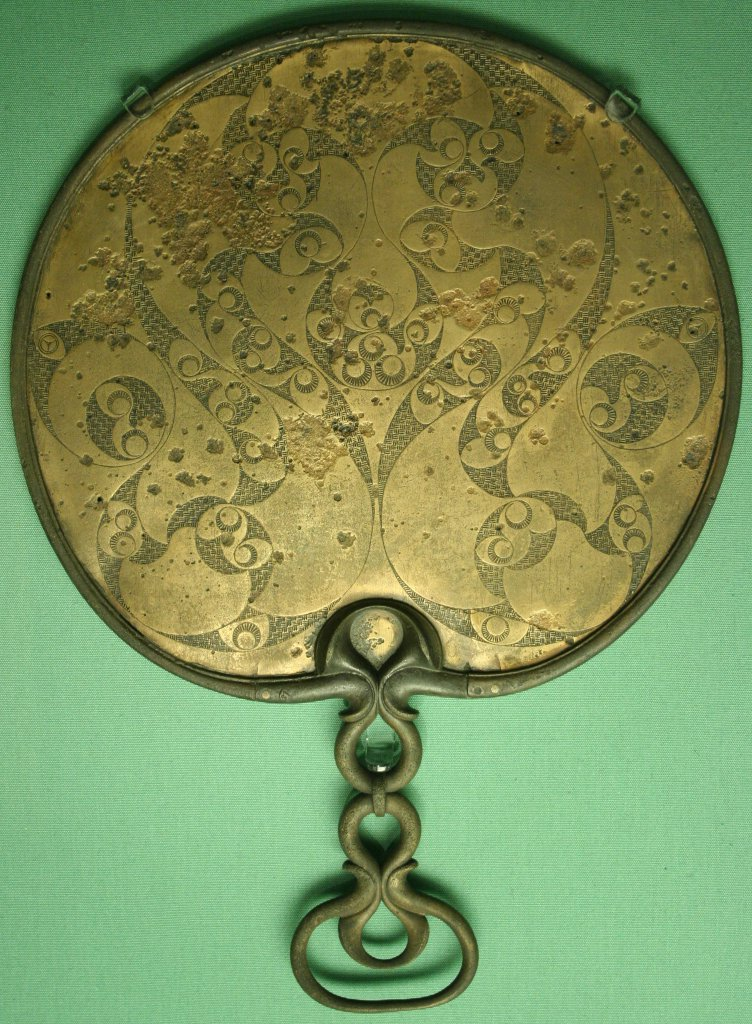
Een spiegel uit de 1e eeuw v.Chr. in Desborough, Northants gevonden, met spiraal en trompet thema.

De metaalbewerking in de La Tène-periode wordt gekarakteriseerd door ineengewerkte spiralen en vlechten, op verfijnde bronzen voorwerpen, zoals vaatwerk, helmen en schilden, paardentuig en juwelen, vooral de "torques" en "fibula's". Hoewel de elegant gestileerde curvilineaire motieven een voortzetting waren van de geometrische Hallstattpatronen, zijn de dierenmotieven eerder een Scythisch element.
- Het Schild van Witham (400–300 v.Chr.) (British Museum, Londen)[4]
- Het Schild van Battersea (350–50 v.Chr.), gevonden in de Theems, gemaakt uit brons met rode emaillering. (British Museum).
- De Ketel van Gundestrup (3e of 2e eeuw v.Chr.), die ritueel gebroken was. Hij werd gevonden bij het graven van een veenput nabij Gundestrup, Denemarken, maar werd waarschijnlijk gemaakt in de buurt van de Zwarte Zee, mogelijk in Roemenië. (National Museum van Denemarken, Kopenhagen).

In de La Tène-periode werden ook rituele geulen gegraven, waarin votiefoffers en zelfs mensenoffers werden geworpen. Aan afgehouwen hoofden werd een grote kracht toegeschreven en deze werden vaak afgebeeld in beeldhouwwerken.